# Zaïko Langa Langa
Gli Zaïko Langa Langa sono un gruppo musicale della Repubblica Democratica del Congo, fra i maggiori interpreti e innovatori della rumba congolese (dagli anni '90 nota come soukous).
Fondati nei primi anni settanta da Papa Wemba, sono stati attivi fino agli anni 2000. Nelle file degli Zaïko Langa Langa hanno militato molti popolari artisti congolesi, fra i quali i cantanti Bozi Boziana, Dindo Yogo, Evoloko Jocker, Bimi Ombale, Likinga Redo, Lengi Lenga Ya Lengos e N'Yoka Longo, ed i chitarristi Manuaku Waku, Beniko Popolipo, Roxy Tshimpaka, Mbuta Matima, Petit Poisson e Zamuangana. Molte altre formazioni congolesi sono nate per scissione dagli Zaïko Langa Langa: fra queste si possono citare Isifi Lokole, Yoka Lokole, Viva La Musica, Langa Langa Stars, Zaïko Langa Langa Familia Dei, Choc Stars e Anti-Choc. Nel 2000 sono stati premiati come "miglior gruppo musicale congolese del secolo" dalla Congolese Media Association.
Il nome "Zaïko" è una abbreviazione della frase in lingua lingala Zaire ya bankoko, letteralmente "Zaire dei nostri antenati"; in questo caso, "Zaire" è un riferimento al fiume omonimo, oggi noto come fiume Congo. "Langa Langa" significa invece "i meravigliosi" o "gli onnipotenti".

## Storia
Il gruppo nacque nel 1970 col nome provvisorio di "Orchestra Zaïko". La formazione originale comprendeva Papa Wemba, Manuaka Waku, Henri Mongombe, D. V. Moanda, Dela Marcelin, André Bita, Manuaku Waku (noto anche come Pépé Fely) e N'Yoka Longo. Moanda, Mongombe, Marcelin, Waku, Longo e Bita provenivano da una formazione precedente, chiamata Bel Guide National. Si trattava, in generale, di studenti di buona famiglia provenienti da Kinshasa. Il gruppo portò una serie di forti innovazioni al genere soukous, introducendo ritmi più veloci, una forte enfasi sul rullante, la chitarra elettrica solista e in seguito anche il sintetizzatore, ed eliminando gli strumenti a fiato. Queste novità ebbero un grande influsso sulle generazioni successive di gruppi soukous, e valsero agli Zaïko Langa Langa l'etichetta di fondatori della "terza scuola" del genere. Per l'atteggiamento ribelle che ostentavano, gli Zaïko vennero invece paragonati agli hippie e in particolare ai Rolling Stones. Le parti vocali si avvalevano di un gruppo di una decina di cantanti, con un uso molto frequente dello schema (tipico di molti generi musicali africani) del call and response.
Nel giro di pochi anni gli Zaïko divennero uno dei più popolari gruppi dello Zaire, conquistando in particolare i giovani delle città. Particolarmente famoso divenne il cantante Evoloko Jocker detto "Lay Lay", a cui viene attribuita l'invenzione della cavacha, un ballo che rimase di moda in Africa orientale e centrale per tutto il decennio.
Nel 1974, gli Zaïko Langa Langa conobbero un momento di celebrità internazionale quando furono scelti per suonare alla cerimonia del Rumble in the Jungle, il celebre incontro di pugilato fra Muhammad Ali e George Foreman, a fianco di stelle del pop internazionale come Diana Ross, B.B. King e James Brown.
A metà degli anni settanta ebbero luogo le prime defezioni. Il primo ad abbandonare fu Papa Wemba, che nel 1974 fondò gli Isifi Lokole (gruppo da cui in seguito derivarono altre formazioni, come Yoka Lokole e Viva La Musica); negli Isifi Papa Wemba portò con sé altri membri degli Zaïko Langa Langa, fra cui Bozi Boziana. Nello stesso anno Evoloko abbandonò per completare gli studi in Europa; al suo rientro avrebbe seguito Papa Wemba negli Isifi Lokole prima di fondare un proprio gruppo. Nel 1975, il chitarrista Manuaka Waku nel 1975 creò un proprio gruppo chiamato Grand Zaiko Wa Wa. Fra i membri acquisiti nello stesso periodo si può invece citare Lengi Lenga, entrato nel gruppo per sostituire Papa Wemba.
A causa di queste defezioni, gli Zaïko Langa Langa conobbero intorno al 1975 un periodo di scarsa attività. Nel 1976 cominciarono a riguadagnare terreno, rivaleggiando con gruppi come Isifi Melodia (guidato da Evoloko Jocker) e le formazioni di Papa Wemba Yoka Lokole, Viva La Musica). In questo periodo la guida artistica degli Zaïko fu affidata, oltre che al veterano N'Yoka Longo, anche a nuovi acquisti come Lengi Lenga, Bimi Ombale, Dindo Yogo, Meridjo e Bapius. Le composizioni della seconda metà degli anni '70 sono particolarmente curate sia dal punto di vista melodico che nell'arrangiamento; anche la coreografia dei concerti era più ricca e studiata. Nel 1977 rientrò nel gruppo anche Bozi Boziana, seguito da Mashakado Mbuta.
Nonostante i ricorrenti mutamenti nelle formazioni, il gruppo continuò a produrre musica di discreto successo per buona parte degli anni ottanta. Alla fine del decennio dissapori interni portarono a una grande scissione; Meridjo, N'Yoka Longo e Dindo Yogo presero il nome di Zaïko Langa Langa Nkolo Mboka e la formazione restante guidata da Lengi Lenga, Ilo Pablo e Bimi Ombale divenne nota come Zaïko Langa Langa Familia Dei. In seguito, la denominazione originale di "Zaïko Langa Langa" fu riacquisita dalla formazione guidata da N'Yoka Longo, che è tuttora leader e principale compositore del gruppo.
Gli Zaïko Langa Langa godono tuttora di una notevole popolarità in Congo e nelle nazioni vicine. Fra i loro successi più recenti si può citare l'album Zekete zekete, che ha introdotto nella moda congolese un nuovo ballo omonimo.

## Clan Langa Langa
Nel corso degli anni, moltissimi membri degli Zaïko Langa Langa abbandonarono il gruppo per fondare progetti alternativi; in generale, questi progetti rimanevano chiaramente legati alla tradizione Zaïko Langa Langa, che era spesso richiamata anche nel nome delle diverse orchestre. Complessivamente, tutti questi gruppi che ruotano attorno al "marchio" Zaïko Langa Langa sono noti come "Clan Langa Langa".
Fra le numerose formazioni legate agli Zaiko Langa Langa succedutesi negli anni, si possono ricordare:
- Isifi Lokole - Papa Wemba, Bozi Boziana, Evoloko Jocker
- Yoka Lokole - Papa Wemba
- Grand Zaïko Wa Wa (1975-?) - Manuaku Waku
- Viva La Musica - (1977-?) Papa Wemba
- Choc Stars - Mavuela, Bozi Boziana
- L'Orchestre Anti-Choc - Bozi Boziana
- Langa Langa Stars (1981-1984) - Evoloko Joker
- Zaïko Langa Langa Nkolo Mboka - N'Yoka Longo, Meridjo, Dindo Yogo
- Zaïko Langa Langa Familia Dei - Lengi Lenga, Ilo Pablo, Bimi Ombale
- Langa Langa Rénové - Evoloko Joker

## Discografia
- Non Stop Dancing (1974)
- Plaisir de l'Ouest Afrique (double album, 1976)
- Gitta Production présente le Tout-Choc Zaïko Langa-Langa (1981)
- Tout Choc (1982)
- Nkolo Mboka (double album, 1982)
- La Tout Neige, Christine & Nalali Mpongui (1983)
- L'Orchestre de tous les Âges (1983)
- Muvaro / Etape (1983)
- Zekete Zekete 2è Épisode (1983)
- On Gagne le Procès (1984)
- Tout-Choc Anti-Choc Zaïko Langa Langa en Europe (1984)
- Zaïko Eyi Nkisi (1985)
- Tala Modèle Echanger (1985)
- Eh Ngoss! Eh Ngoss! Eh Ngoss! (1986)
- Pusa Kuna... Serrez Serrez! (1986)
- Nippon Banzai (1986)
- Papa Omar (1987)
- Subissez les Conséquences (1987)
- Jetez l'Éponge (1989)
- Ici Ça Va... Fungola Motema (1990)
- Jamais Sans Nous (1991)
- Avis De Recherche (1995)
- Sans Issue (1996)
- Backline Lesson One (1997)
- Nous Y Sommes (1998)
- Poison (1999)
- Eureka (2002)
- Empreinte (2004)
- Rencontres (2007)
- Bande Annonce (2011)
- Sève (2019)